# Ріплі під водою
«Ріплі під водою» (англ. Ripley Under Water) — це психологічний трилер 1991 року Патриції Хайсміт, останній із п’яти романів про Тома Ріплі, «інтелігентного, культурного джентльмена, який захоплюється мистецтвом, музикою та, іноді, вбивством». 

## Сюжет
Том Ріплі Том Ріплі проводить дні, доглядаючи за садом і граючи на клавесині у своєму будинку біля Фонтенбло. Огидний американець Девід Прітчард, мотивований радше злим умислом, аніж фінансовим інтересом, погрожує викрити роль Тома у зникненні Томаса Мерчісона, колекціонера творів мистецтва, якого Ріплі вбив у «Ріплі під землею», коли Мерчісон погрожував викрити схему підробки творів мистецтва, яку він організував для Ріплі.
Прітчард спочатку переслідує Ріплі, розповідаючи про те, що йому відомо про підозрілу смерть Дікі Ґрінліфа, якого Ріплі вбив у «Талановитому містері Ріплі». Він фотографує будинок Тома і їде за ним у подорож до Танжера. Там Ріплі б'ється з Прітчардом у барі. Повернувшись до Франції, Прітчард починає днопоглиблювальні роботи в місцевих каналах у пошуках тіла Мерчісона. Він знаходить його, підкидає скелет на поріг будинку Ріплі і викликає поліцію. Ріплі ховає тіло від поліції, а потім скидає його у ставок біля тимчасового будинку Прітчардів. Прітчарди чують сплеск, виходять, щоб перевірити, і падають у воду, намагаючись підчепити тіло садовим інструментом. Не вміючи плавати, вони тонуть у двометровій глибині. Поліція проводить розслідування, але нічого не знаходить.

## Екранізації

### Радіо
В екранізації BBC Radio 4 2009 року зіграли Ієн Харт у ролі Ріплі, Хелен Лонгворт у ролі Хелоїзи, Вільям Гоуп у ролі Девіда Прітчарда, Дженіс Акуа у ролі Дженіс Прітчард та Керолайн Гатрі як мадам Аннет. 